# Carson City
Carson City (oficiálně Consolidated Municipality of Carson City) je hlavní město amerického státu Nevada a zároveň jeden z jeho okresů. Nachází se na západě státu, u hranic s Kalifornií. Žije zde přibližně 59 tisíc obyvatel, rozloha činí 407 km². Jako mnoho měst v Nevadě bylo i Carson City založeno v éře dobývání nerostného bohatství, konkrétně roku 1858. Své jméno dostalo po řece Carson, která kolem města protéká a která byla pojmenována po Kitu Carsonovi, horalu, vojákovi a objeviteli stříbrného dolu. V roce 1875 byla zřízena městská samospráva.
Do roku 1969 bylo sídlem okresu Ormsby County, který byl zrušen a Carson City získalo status nezávislého města (městského okresu), jediného v Nevadě. Rovněž je metropolitní statistickou oblastí, nejmenší ze všech 366 takových oblastí v USA. Carson City je také jedním ze dvou hlavních měst států USA, které nejsou situovány uvnitř státu, ale sousedí i s jiným státem.

## Demografie
Podle sčítání lidu z roku 2010 zde žilo 55 274 obyvatel.

### Rasové složení
- 81,1 % Bílí Američané
- 1,9 % Afroameričané
- 2,4 % Američtí indiáni
- 2,1 % Asijští Američané
- 0,2 % Pacifičtí ostrované
- 9,4 % Jiná rasa
- 2,9 % Dvě nebo více ras

Obyvatelé hispánského nebo latinskoamerického původu, bez ohledu na rasu, tvořili 21,3 % populace.

### Věkové složení
- 23,40 % pod 18 let
- 7,90 % 18-24
- 28,90 % 25-44
- 24,90 % 45-64
- 14,90 % nad 65 let

## Ekonomika
Medián ekonomického příjmu pro domácnost je 41 809 dolarů, z toho 35 296 pro muže a 27 418 pro ženy. Příjem per capita činí 20 943 dolarů. Každý desátý obyvatel a každá patnáctá rodina (6,9 %) žije pod hranicí chudoby.

## Geografie
Carson City se nachází v údolí ve výšce 1463 m nad mořem a je obklopeno kontinentální pouští. Podnebí je mírné, se čtyřmi rozeznatelnými roční obdobími. Nejvíce srážek je v zimě a na jaře, léto a podzim je naopak velmi suché. Po několik dnů zimy se objevuje sněhová nadílka. V létě teploty stoupají i přes 35 °C.

## Školy
Carson City spravuje 10 základních škol (z toho 4 druhého stupně), 3 střední a jednu vysokou školu (Western Nevada College, WNC).

## Doprava
Carson City je jedno z 5 hlavních měst států USA, přes které vede mezistátní dálnice. Dálnice Interstate 580 spojuje město se severně položeným Renem a dálnicí Interstate 80.
Další hlavní silnice, které Carson City procházejí, jsou U. S. Route 50 a 395.

## Zajímavá místa
- Muzeum státu Nevada
- Nevadské železniční muzeum
- Kapitol státu Nevada
- Nevadský státní park Lake Tahoe

## Galerie

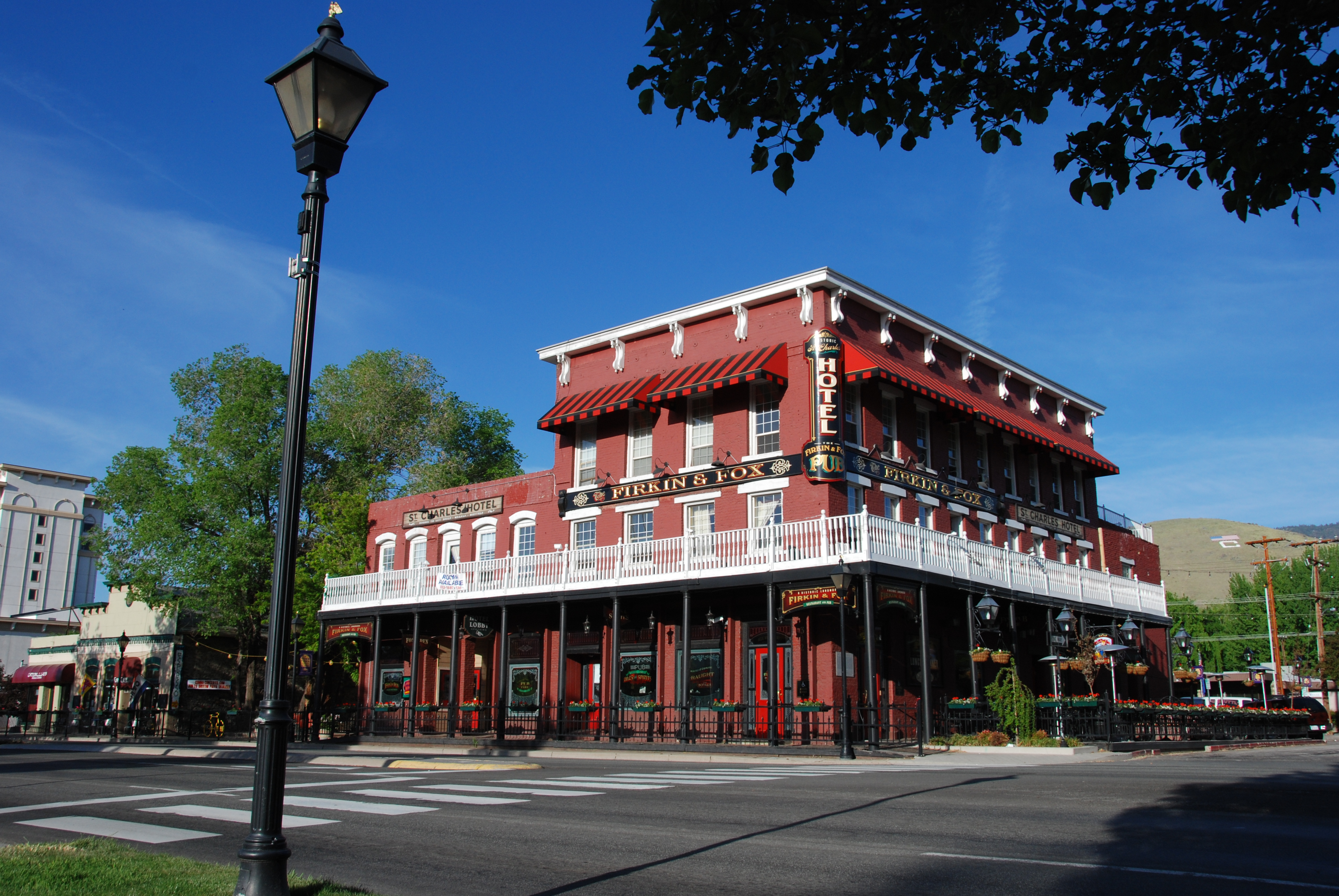
Historický Saint Charles Hotel
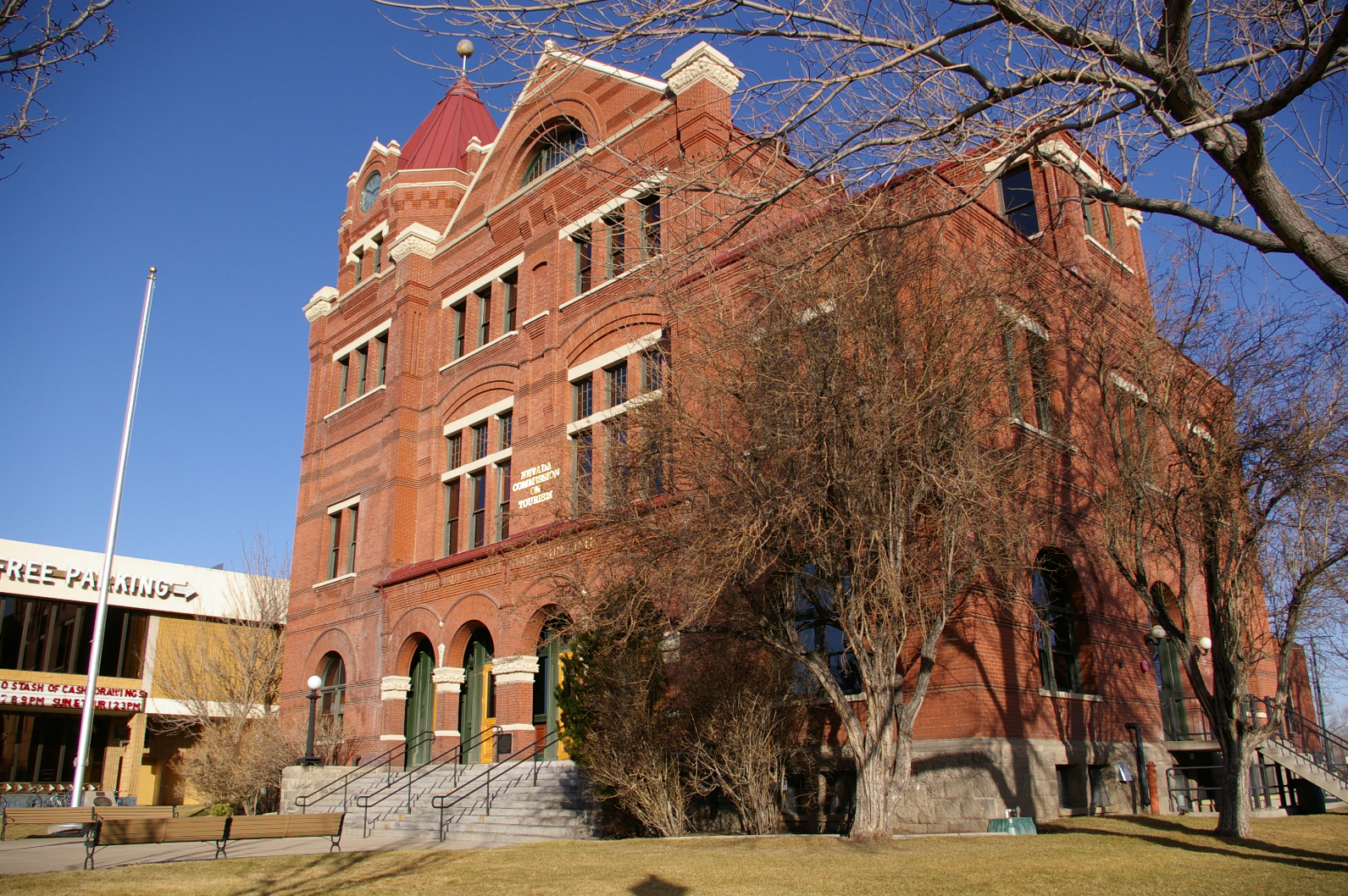
Bývalý poštovní úřad
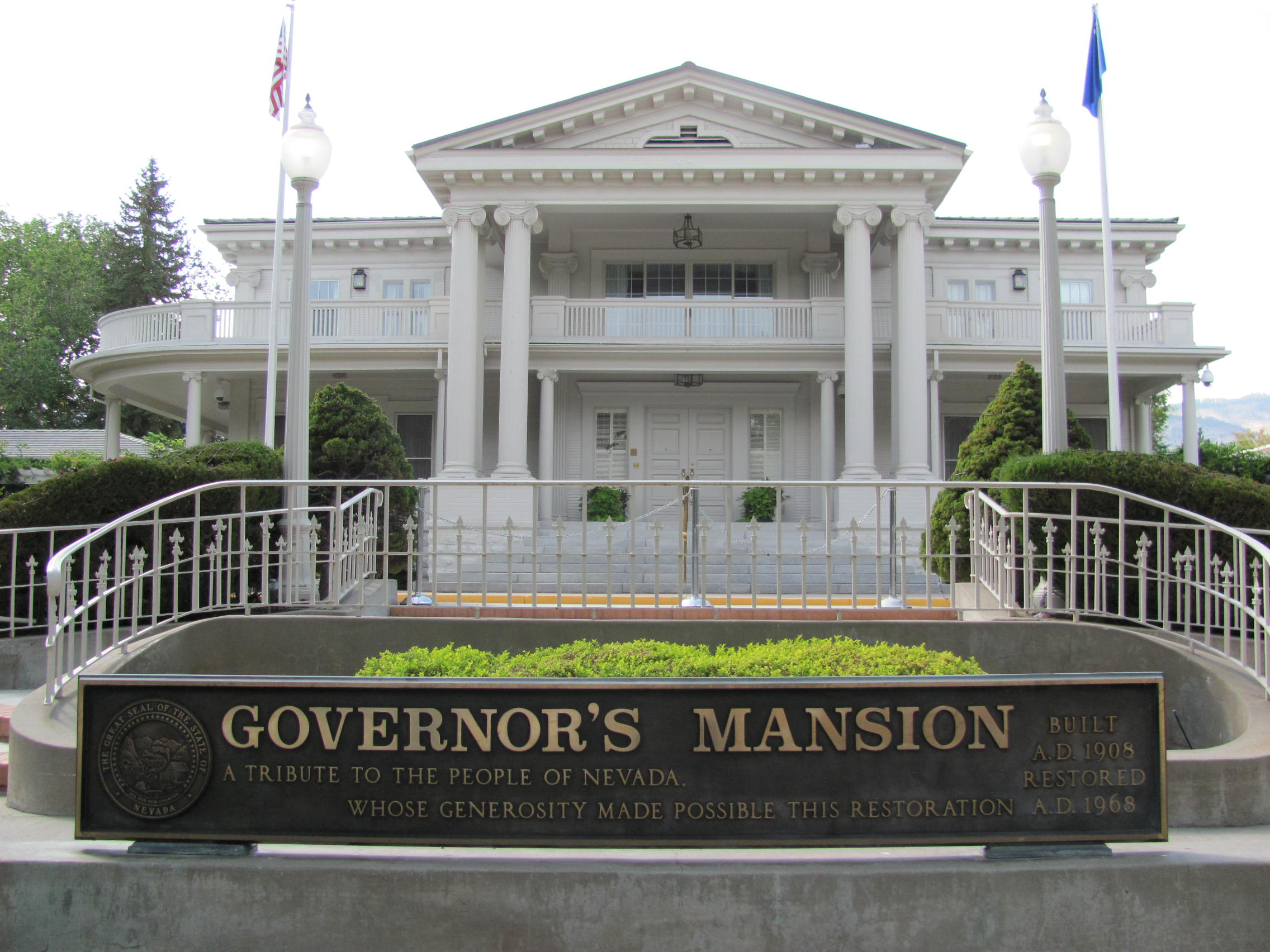
Guvernérova vila
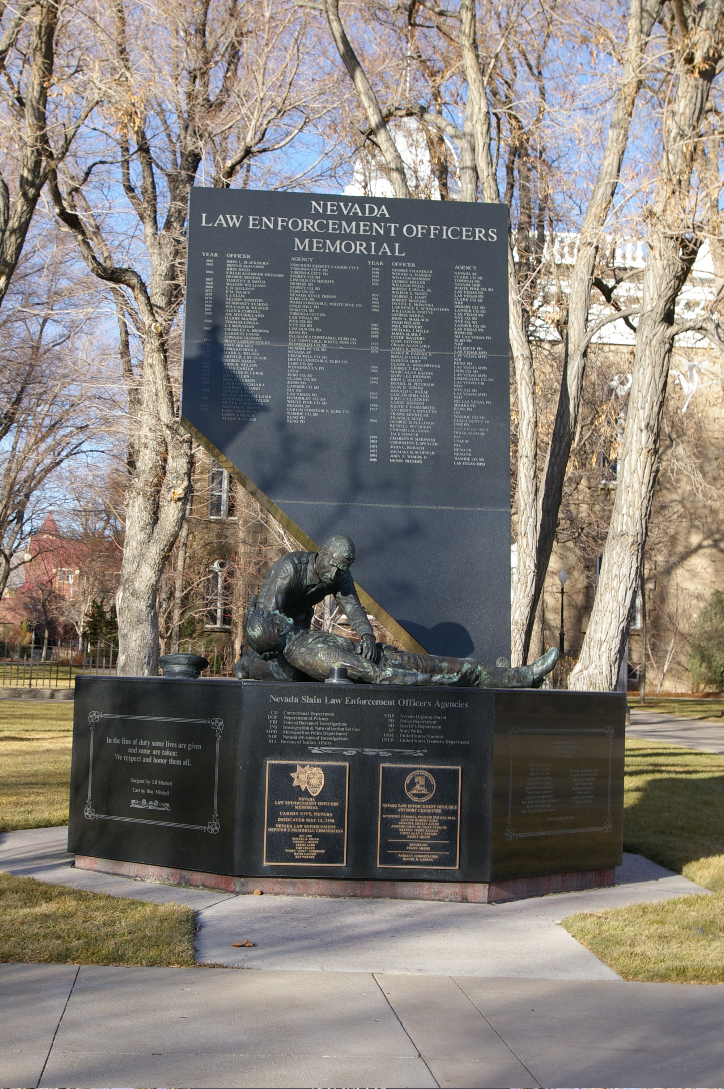
Pomník u Kapitolu se jmény všech nevadských policejních důstojníků zemřelých ve výkonu služby